# ロサ会館
ロサ会館（ろさかいかん）とは、東京都豊島区西池袋にある総合レジャービルである。映画館「シネマ・ロサ」として始まり、スペースインベーダーのブームによりゲームセンターを核としたレジャー施設として発展した。

## 歴史
戦後まもない1946年、同地に映画館「シネマ・ロサ」が開業する。娯楽の多様化により映画館ビジネスが斜陽化したことから業態転換し、1968年に総合アミューズメントビル「ロサ会館」としてオープンした。オープン直後はテナントが埋まらず苦しい経営を強いられたが、タイトーの創業者ミハイル・コーガンと出会ったことで、当時は例のなかったゲームセンターを始めることになった。1978年にスペースインベーダーのブームが到来すると来客が急増し、他のテナントもにぎわうという好循環が生まれるようになった。このことからタイトーとは深い結びつきがあり、2023年11月で入居55周年を迎えた。現存するタイトーのゲームセンター（アミューズメントセンター）店舗では最も歴史が古くなっている。

## 店舗フロア

### 屋上
- シティテニスクラブ ロサ（テニススクール、レンタルコートなど）
- F-STA池袋（フットサル場）
- Nail Dear（ネイルサロン）

### 8階
- トウキョウダーツスタジアム（ダーツ場）

### 6～7階
- 池袋ロサボウル（ボウリング場）

### 5階
- ビリヤード・ロサ - ウェイバックマシン（2000年10月18日アーカイブ分）（ビリヤード場）

### 4階
- 魚や「TOTOYA」池袋店（居酒屋）
- 自遊空間池袋西口ロサ店（インターネットカフェ）

### 3階
- 個室居酒屋 大馬鹿地蔵

### 2階
- TSUTAYA池袋ロサ店
- おでん やま
- さど（田舎料理店）

### 1階
- シネマ・ロサ（映画館）
- タイトーステーション池袋ロサ店（ゲームセンター）
- 一鳴（焼きそば）
- キッチンチェック（洋食レストラン）
- 吉野家池袋ロサ店
- 焼肉清江苑池袋西口本店
- みなと（海鮮丼専門店）
- QQスマイル（ドリンクスタンド）/ チッキン39（唐揚げや）
  - 台湾名物のブラックタピオカ入りミルクティ（珍珠奶茶）が飲める。

### B1階
- スーパー越後屋池袋店（キャバクラ）

### B2階
- LIVE INN ROSA（ライブハウス）

## シネマ・ロサ
映画館の「CinemaROSA（シネマ・ロサ）」は、1945年代前半にほぼ現在の位置に「CinemaSEREZA（セレサ）」、そして少し離れた位置に「CinemaLIRIO（リリオ）」、更にもう一館「シネマ東宝」と合計4館を順次オープンし、邦画各社のロードショー館として運営していた。後に、ロサとセレサがあった場所をレジャービルとして改築する際、この2館のみ残すことになり、リリオとシネマ東宝は閉館した。
1968年に、現在のロサ会館が完成し、ロサとセレサがリニューアルオープンした。引き続き邦画をメインに上映しながら洋画も上映するようになったが、徐々に映画館入場者数の長期減少傾向や製作される作品数の減少等により番組編成を変更せざるを得なくなった。その後、1975年頃になって、「名画座」としてプログラムを組むことになり、2階のロサでは邦画やハリウッドを中心にアメリカ映画などの娯楽作品、B2階のセレサではヨーロッパを中心としたアート系映画で上映する事になった。
しかし、1997年に名画座から再びロードショー館へ戻し、その際にロサ1、ロサ2という呼称となった。1998年には2階のロサ1が、さらに1999年にはB1階のロサ2がリニューアルオープンし、ロサ1はモダンで明るい雰囲気、ロサ2はアートフルで落ち着いた雰囲気の方向性になった。現在はロードショー館としてチェーンの番組を上映するだけではなく、積極的に自主企画での特集上映、また自ら作品を買い付け配給をして若手作家のバックアップも行なっている。
もともとインディーズ映画の上映も取り扱っていたが、2018年3月よりレイトショーの上映枠を「インディーズフィルム・ショウ」と称し、インディーズ映画の期間限定上映や、特集上映を行っている。
1990年代、流通数の極端に少ないいわゆる「珍品映画チラシ」を配布した事がある。その為マニアの間では「珍品チラシを出す映画館」として当時はとても有名であった。
有名な珍品タイトルとしては、「ポイズン・ボディ」（アリッサ・ミラノ主演）、「恋する予感」（ヒュー・グラント主演、アラン・リックマン共演）「キッチン・ウォーズ　彼女の恋は五つ星」（アーノルド・シュワルツェネッガー初監督）、「バニシング・ヒーロー」（マイケル・パレ主演）、「ヘルレイザー4」（ホラー映画）、「ザ・スケアクロウ／アーバン・ハーベスト2」（ホラー映画）、等が挙げられる。

### 各館の特徴
- ロサ1：定員200席。椅子の色はブルー。
- ロサ2：定員177席。椅子の色は赤。

上映作品に関しては、以前は丸の内ピカデリー2・3系の作品が多かったが、近年は東宝系の作品（TOHOシネマズシャンテやTOHOシネマズ六本木ヒルズメインで上映される邦画）が多くなってきている。また、ごく稀に丸の内ルーブル系列の作品も上映している。

### ギャラリー

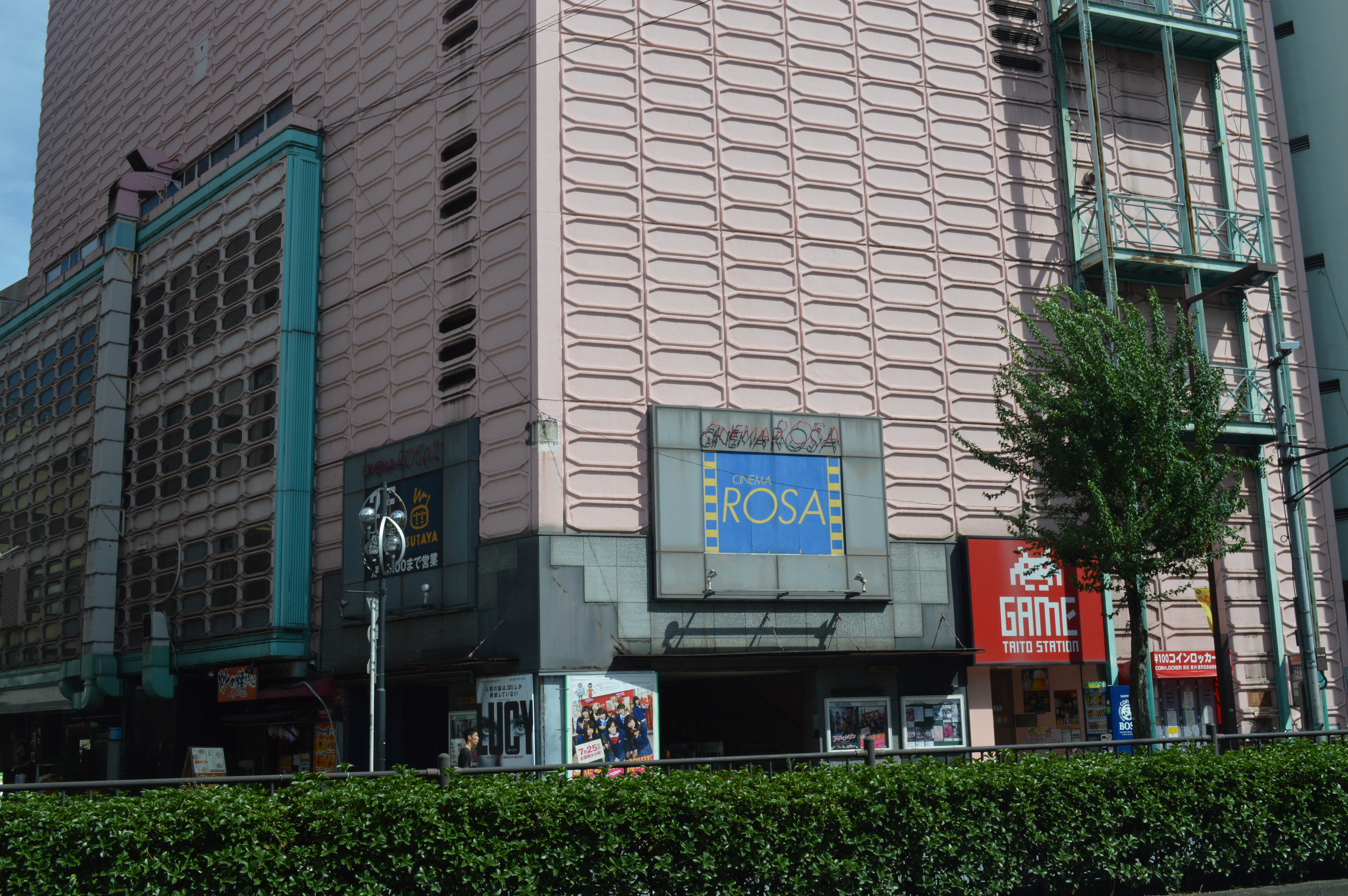
外観
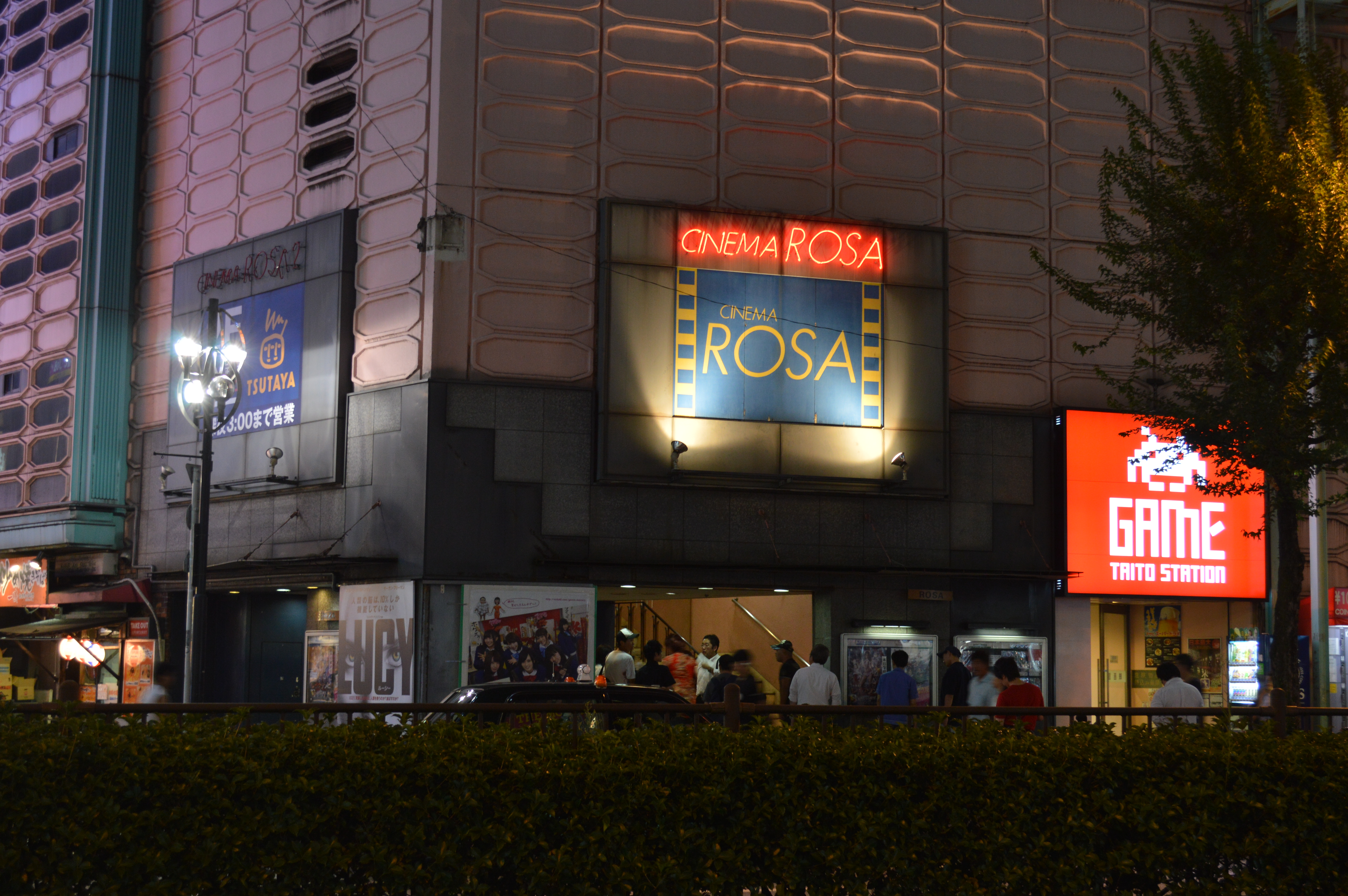
外観（日没時）
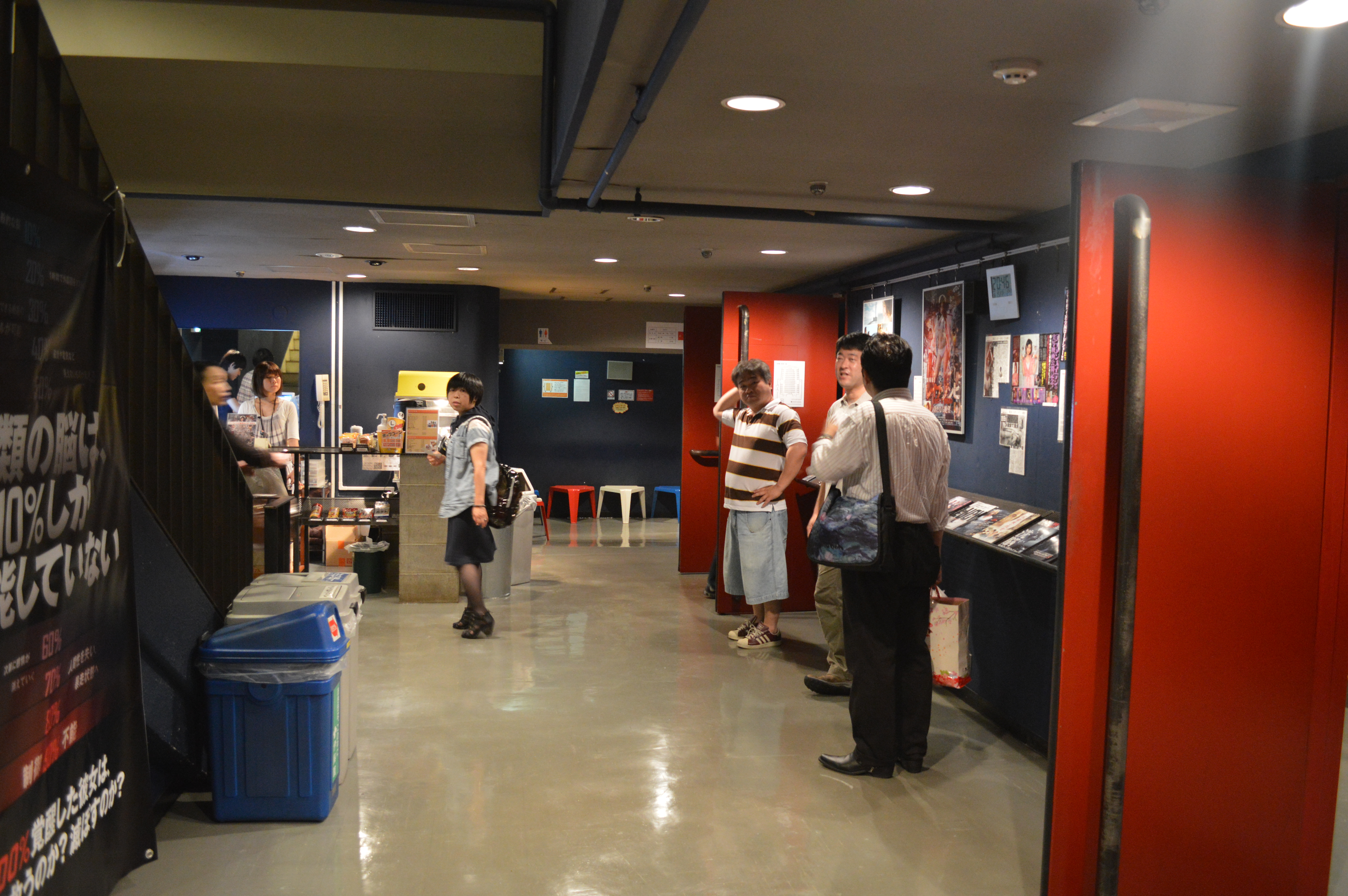
ロサ2（B1階）ロビー